# Parliament (sigarettenmerk)

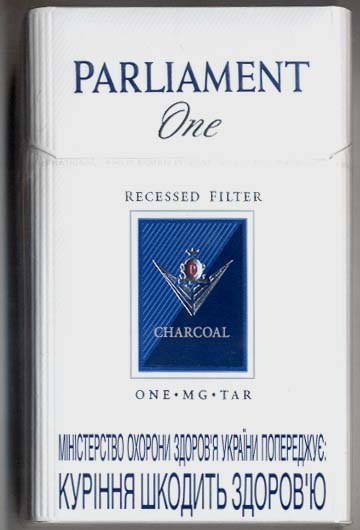

Parliament is een sigarettenmerk van Philip Morris, dat op de markt verscheen in 1931. Het wordt vooral veel gerookt in Argentinië, Israël, Japan, Kazachstan, Oekraïne, Rusland, Saoedi-Arabië, Turkije, Duitsland en de VS. De productie beslaat 1,7 % van de totale verkoop van Philip Morris.
Het is het enige veelgerookte merk met een verzonken filter, dat enkele millimeters na het begin van de huls is geplaatst. Volgens de fabrikant zou de open ruimte aan het begin van de sigaret verhinderen dat teer in aanraking komt met de mond van de roker. Deze holte zou de populariteit van de sigaret echter ook op een andere manier verklaren: de huls zou geschikt zijn voor het snuiven van cocaïne.